# Баста, Джорджо

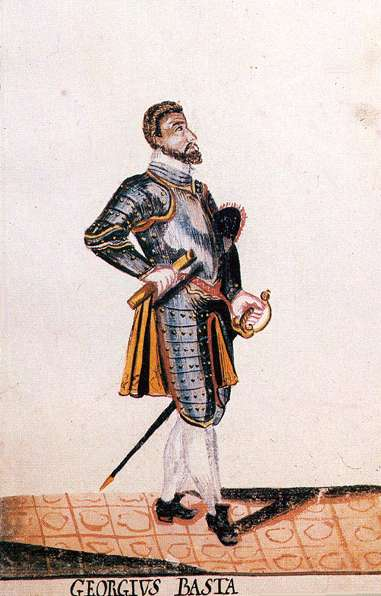
Джорджо Баста

Джорджо Баста (итал. Giorgio Basta; 30 января 1550, Роккафорцата — 20 ноября 1607, Прага) — итальянский генерал, граф, участник военных и политических событий в Трансильвании конца XVI — начале XVII веков.

## Биография
Джорджо Баста родился в 1550 году в итальянском городке Роккафорцата, Неаполитанское королевство в семье арберешского происхождения.
По некоторым данным в 1589—1590 годах Баста воевал под началом Алессандро Фарнезе.
Командовал силами Габсбургов в Тринадцатилетней войне (1591—1606).
С 1601 по 1604 год Джорджо Баста был наместником княжества Трансильвания, которой управлял с неимоверной жестокостью, чем вызвал в 1603 году новое восстание, подавленное через год немалой кровью. 
Затем, в качестве командующего над императорским войском, Баста сражался против турок. Вышел в отставку 1606 году.
Является автором сочинений на военную тематику: «Il maestro di campo generale» и «Governo della cavalliera leggiera».
Джорджо Баста умер в 1607 году в Праге.